# 전주시 완산구 갑
전주시 완산구 갑은 대한민국의 옛 국회의원 선거구이다. 당시 전라북도 전주시 완산구 일부 지역을 관할했다.

## 역사
대한민국 제17대 국회의원 선거를 앞두고 전주시 완산구 선거구가 전주시 완산구 갑, 전주시 완산구 을 선거구로 분리되면서 신설되었다.
대한민국 제20대 국회의원 선거를 앞두고 전주시 지역의 선거구 개편이 이루어졌다. 이에 전주시 완산구 갑 선거구에 해당하는 지역이 덕진구 인후3동과 함께 전주시 갑 선거구를 이루게 되면서 폐지되었다.

## 역대 국회의원
| 선거   | 정당 | 정당       | 의원   |
| ------ | ---- | ---------- | ------ |
| 2004년 |      | 열린우리당 | 장영달 |
| 2008년 |      | 무소속     | 이무영 |
| 2009년 |      | 무소속     | 신건   |
| 2012년 |      | 민주통합당 | 김윤덕 |

## 역대 선거 결과

### 대한민국 제17대 국회의원 선거
|  | 65.40% |

|  | 29.81% |

|  | 3.52% |

|  | 1.25% |

### 대한민국 제18대 국회의원 선거
|  | 53.09% |

|  | 40.75% |

|  | 4.04% |

|  | 1.14% |

|  | 0.96% |

### 2009년 대한민국 재보궐선거
|  | 50.38% |

|  | 32.25% |

|  | 7.46% |

|  | 2.66% |

|  | 2.64% |

|  | 2.44% |

|  | 2.13% |

### 대한민국 제19대 국회의원 선거
|  | 52.08% |

|  | 16.21% |

|  | 14.12% |

|  | 8.80% |

|  | 8.76% |